# El Encanto, Guerrero
El Encanto är en ort i Mexiko.   Den ligger i kommunen General Heliodoro Castillo och delstaten Guerrero, i den södra delen av landet, 220 km söder om huvudstaden Mexico City. El Encanto ligger 1 805 meter över havet och antalet invånare är 288.
Terrängen runt El Encanto är kuperad åt nordväst, men åt sydost är den bergig. Runt El Encanto är det ganska glesbefolkat, med 21 invånare per kvadratkilometer. Närmaste större samhälle är Tlacotepec, 15,7 km nordost om El Encanto. I omgivningarna runt El Encanto växer huvudsakligen savannskog.